# 扁牙漢魚
扁牙漢魚，為輻鰭魚綱銀漢魚目擬銀漢魚科的其中一種，分布於西南大西洋阿根廷拉布拉他河河口至Golfo Nuevo淡水、半鹹水及海域，為温帶魚類，棲息在底中層水域，生活習性不明。